# Perissoneura chrysea
Perissoneura chrysea là một loài Trichoptera trong họ Odontoceridae. Chúng phân bố ở miền Cổ bắc.